# فینال لیگ قهرمانان اقیانوسیه ۲۰۱۷
فینال لیگ قهرمانان اقیانوسیه ۲۰۱۷ بازی نهایی لیگ قهرمانان اقیانوسیه ۲۰۱۷ بود، شانزدهمین دوره مسابقات قهرمانی باشگاه‌های اقیانوسیه، مسابقات فوتبال باشگاهی برتر در اقیانوسیه بود که توسط کنفدراسیون فوتبال اقیانوسیه (اواف‌سی) سازماندهی شد و یازدهمین فصل با نام فعلی لیگ قهرمانان اقیانوسیه بود.
فینال در قالب رفت و برگشت بین دو تیم نیوزیلندی، اوکلند سیتی و تیم ولینگتون برگزار شد. بازی اول در ۳۰ آوریل ۲۰۱۷ به میزبانی اوکلند سیتی در کیویتئا استریت، اوکلند برگزار شد، در حالی که بازی برگشت به میزبانی تیم ولینگتون در پارک دیوید فارینگتون، ولینگتون در ۷ مه ۲۰۱۷ میزبانی شد. برنده حق نمایندگی اواف‌سی در جام باشگاه‌های جهان ۲۰۱۷ را به دست آورد و در مرحله پلی آف شرکت کرد.
اوکلند سیتی بازی اول را ۳–۰ و بازی برگشت را ۲–۰ برد تا تیم ولینگتون را ۵–۰ در مجموع شکست دهد و برای هفتمین سال متوالی و در مجموع نهمین بار قهرمان لیگ قهرمانان اقیانوسیه شد.

## مسابقات

### بازی رفت
| اوکلند سیتی                        | ۳–۰   | تیم ولینگتون |
| ---------------------------------- | ----- | ------------ |
| - موریرا ۲۰' (پ)، ۲۸' - د وریس ۸۹' | گزارش |              |

| اوکلند سیتی | تیم ولینگتون |

### بازی برگشت
| تیم ولینگتون | ۰–۲   | اوکلند سیتی             |
| ------------ | ----- | ----------------------- |
|              | گزارش | - د وریس ۶۳' - تاده ۷۶' |

| تیم ولینگتون | اوکلند سیتی |